# 新谷雄二
新谷 雄二（しんたに ゆうじ、1954年9月24日 - ）は、日本テレビゲーム商業組合理事長。株式会社アクト（現NESTAGE）創業者。桃山学院大学経営学部卒業。
長崎県出身。NESTAGEの前身で、ゲームソフト販売店「wanpaku」を経営するアクト（岡山市）を1988年に創業。過去にはジャパンテレビゲームチェーン協会理事長及びテレビゲームソフトウェア流通協会代表理事を務めた。
2005年、保有するアクトの株式の大半をクインランドに売却。アクトは2006年2月に同業の明響社（TVパニック）と合併し、NESTAGEとなった。